# 甲賀町油日
甲賀町油日（こうかちょうあぶらひ）は、滋賀県甲賀市にある地名。

## 地理
甲賀市甲賀町の東南端に位置し、東は三重県伊賀市柘植町、南は甲賀町五反田、西は甲賀町上野・甲賀町和田、北は甲賀町櫟野に接する。西側に滋賀県道4号草津伊賀線、集落内を滋賀県道131号神上野線が通じる。地域の東に油日岳がそびえる。

## 歴史
縄文時代早期中葉（約9000年前）にさかのぼる押型文土器や貯蔵穴が発見された市域最古の油日縄文遺跡がある。886年まで旧東海道が柘植方面に貫通していた（倉歴道）。平安時代、藤原氏の荘園として大原荘が大原谷に設定され、後に大原新荘が設定されたと考えられる。南北朝時代、油日山麓の龍山寺に城郭が建てられ、1336年に佐治谷の小佐治基氏が北朝方として守備している。観応の擾乱では小佐治国氏が「大原庄内油日城麓善応寺」に挙兵している。1585年の甲賀ゆれと水口岡山城築城によりその支配下に入ったと考えられる。

## 世帯数と人口
2019年（令和元年）10月31日現在の世帯数と人口は以下の通りである。
| 町丁       | 世帯数  | 人口  |
| ---------- | ------- | ----- |
| 甲賀町油日 | 245世帯 | 677人 |

## 学区
市立小・中学校に通う場合、学区は以下の通りとなる。
| 番・番地等 | 小学校             | 中学校             |
| ---------- | ------------------ | ------------------ |
| 全域       | 甲賀市立油日小学校 | 甲賀市立甲賀中学校 |

## 交通
- 滋賀県道4号草津伊賀線
- 滋賀県道131号神上野線

## 施設
- 高間みずべ公園
- 油日林木育種場
- 油日会館
- 大甲賀油日カントリークラブ油日コース
- 甲賀乗馬クラブ
- 油日神社
- 岳神社
- 善応寺

## その他

### 日本郵便
- 郵便番号 : 520-3413[3]（集配局：甲賀郵便局[7]）